# Бронкгорст (громада)
Бронкгорст (нід. Bronckhorst, pronounced: [ˈbrɔŋkɦɔrst] ( прослухати)) — муніципалітет у Нідерландах, у провінції Гелдерланд. Утворений 2005 року об'єднанням муніципалітетів Генгело, Гюммело-ен-Кеппел, Стендерен, Ворден та Зелем. Адміністративним центром муніципалітету є місто Генгело.
Назва походить від прізвища шляхетної родини, якій належали ці землі у Середньовіччі.

## Населені пункти муніципалітету
Міста
- Генгело
- Зелем

Села
- Бак
- Бронкгорст
- Велсвейк
- Віхмонд
- Ворден
- Галле
- Гог-Кеппел
- Гюммело
- Дремпт
- Кеєнборг
- Краненбюрг
- Лаг-Кеппел
- Олбюрген
- Стендерен
- Толдейк

Селища
- Ра
- Ейзеворде

## Визначні мешканці
- Клас-Ян Гюнтелар (нар. 1983 у Дремпті) — нідерландський футболіст

## Галерея

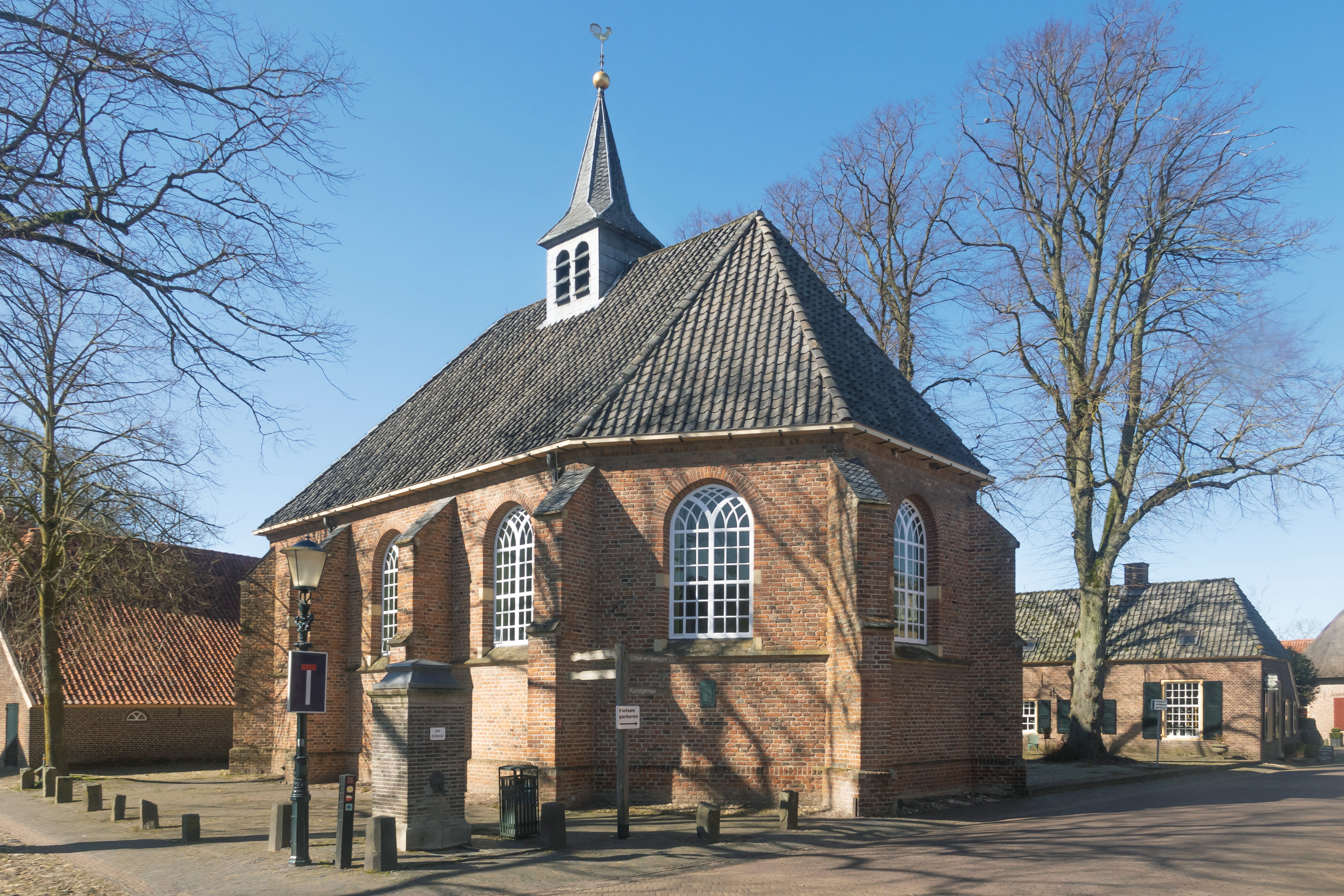
Каплиця у Бронкгорсті
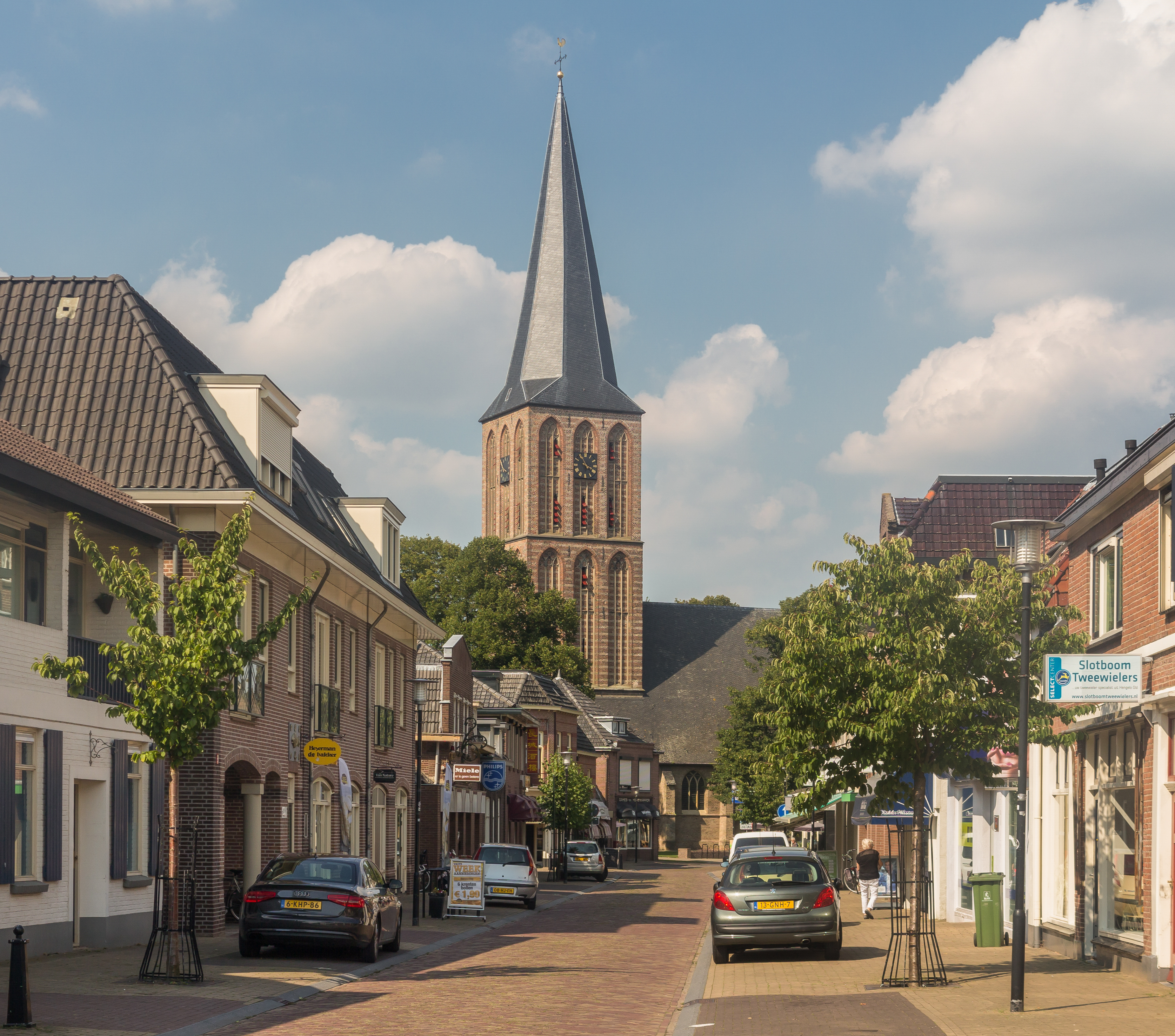
Церква у Генгело
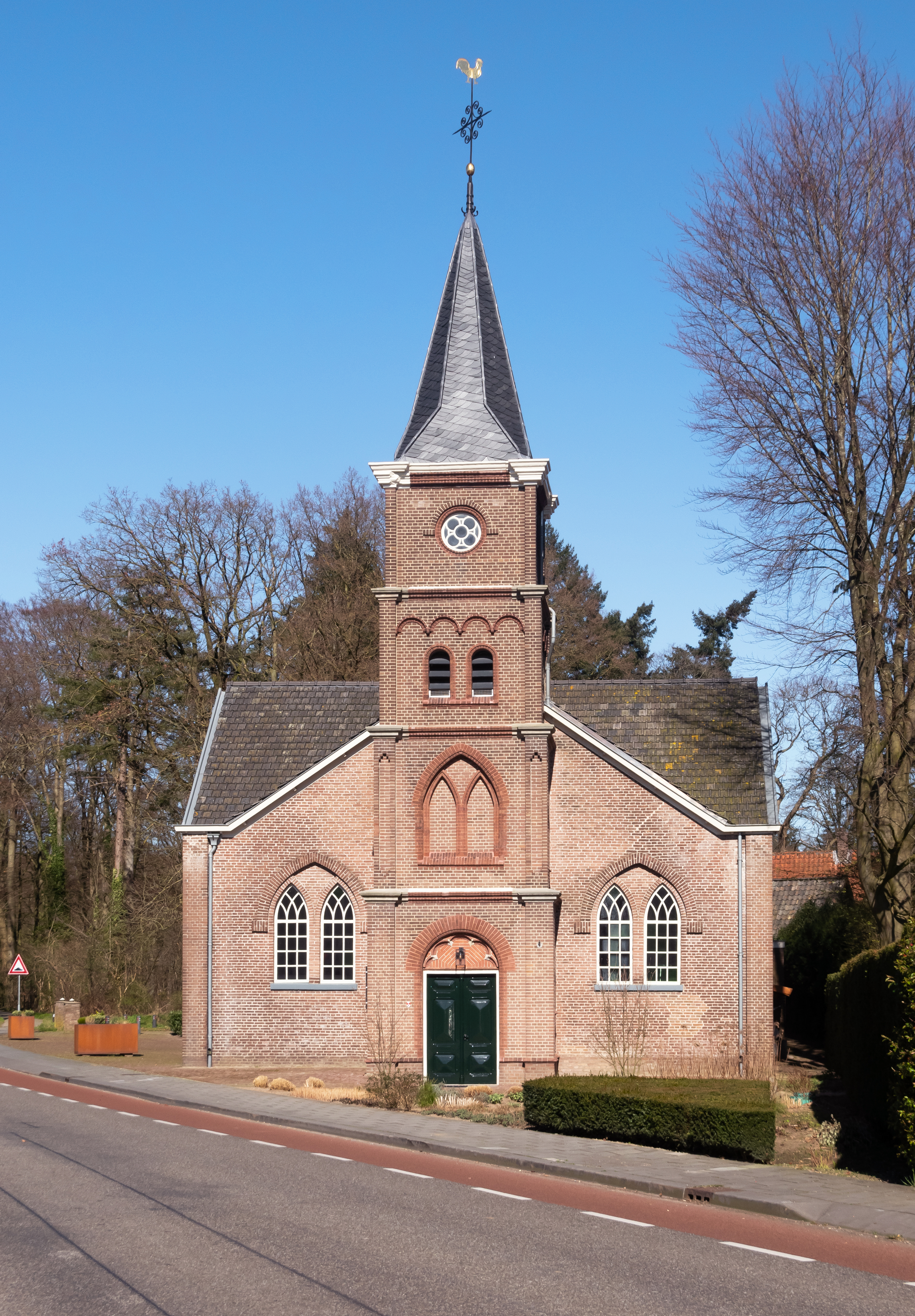
Церква у Лаг-Кеппелі
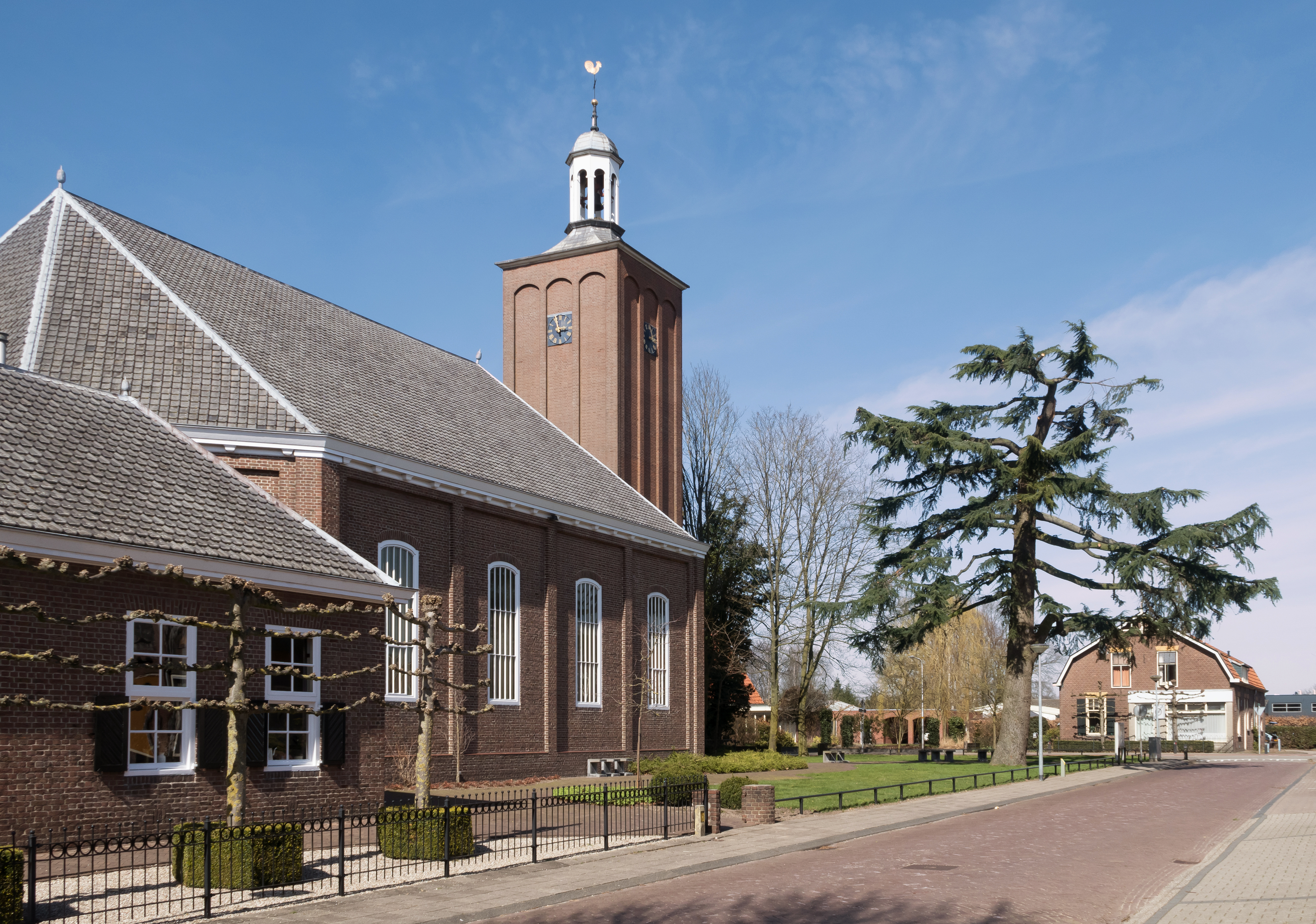
Церква у Галле
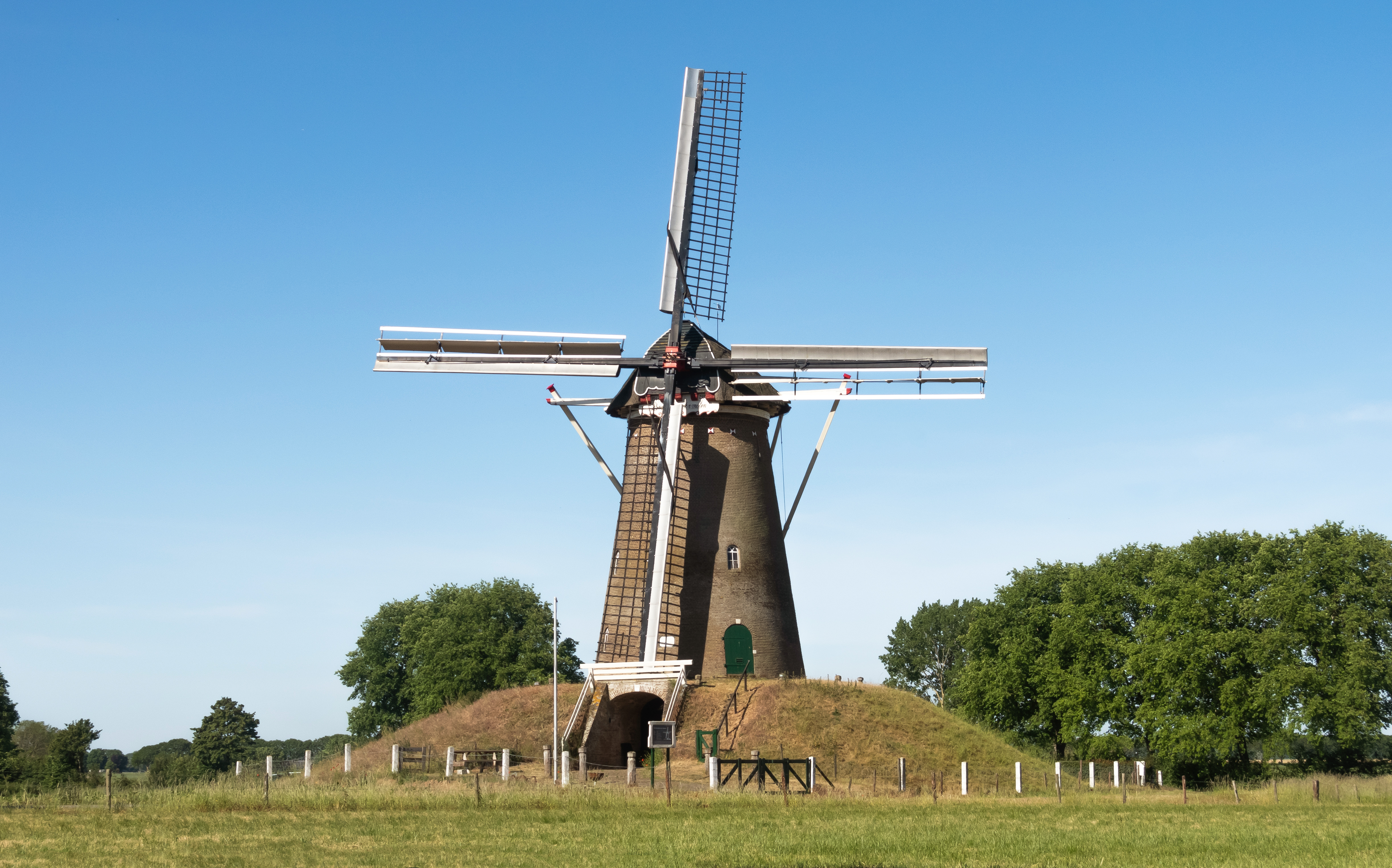
Вітряк у Стендерені